# Jay White
Jamie White (n. 9 octombrie 1992, Auckland, Noua Zeelandă), cunoscut mai bine sub numele de ring Jay White, este un wrestler profesionist neo-zeelandez, care este în prezent semnat cu All Elite Wrestling (AEW), unde este liderul Bullet Club Gold. Înainte de a semna cu AEW, White a avut o carieră decorată cu New Japan Pro-Wrestling (NJPW) fiind campion de Grand Slam NJPW. 

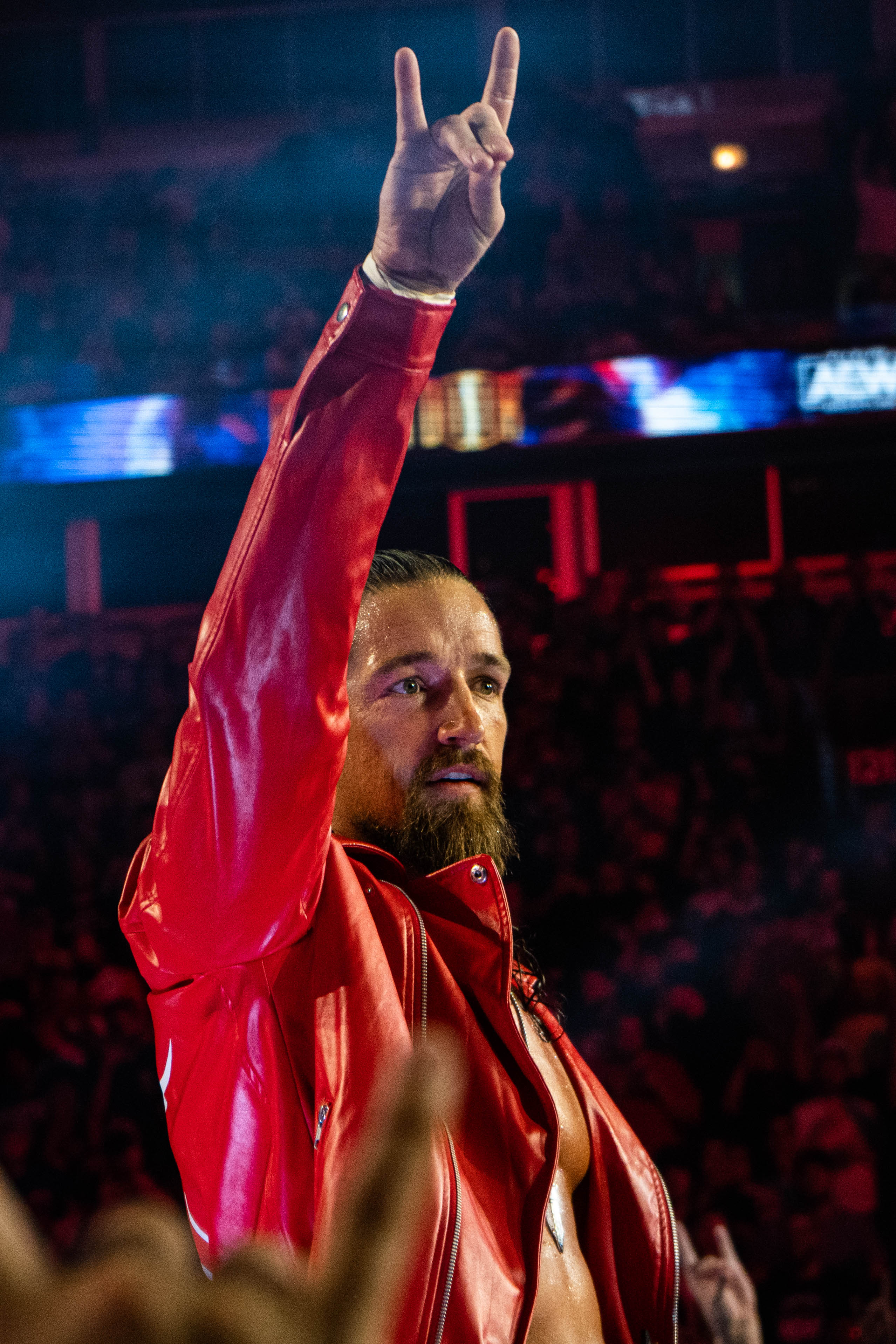
Forbidden Door (AEW x NJPW)

După ce și-a început cariera în 2013, White s-a alăturat NJPW anul următor ca Young Lion. În iunie 2016, White a plecat într-o excursie în străinătate, în timpul căreia a lucrat pentru promoțiile American Ring of Honor (ROH) și British Revolution Pro Wrestling (RPW) prin parteneriatele internaționale ale NJPW. White s-a întors în cele din urmă in NJPW în noiembrie 2017 și a câștigat Centura IWGP al Statelor Unite în ianuarie următor. Mai târziu, în 2018, și-a trădat colegii de factiune Chaos pentru a se alătura Bullet Club, devenind în cele din urmă al cincilea lider al grupului. White este, de asemenea, un fost campion IWGP Heavyweight, IWGP Intercontinental Champion și NEVER Openweight Champion, făcându-l al cincilea NJPW Triple Crown Champion și primul NJPW Grand Slam Campion. În 2022, White a câștigat și Campionatul Mondial IWGP.